# Nej (muzički instrument)
Nej (перс. نی / نای) je muzički instrument poreklom iz Persije. Pripada grupi duvačkih instrumenata, najsličnijih fruli. Predstavlja jedan od najstarijih muzičkih instrumenata na svetu.

## Poreklo
Nej potiče iz Persije, ali se zbog svoje popularnosti i upotrebe koristio u muzičkoj tradiciji Bliskog Istoka, Turske i Indije. Iako poreklom iz Persije, nej predstavlja najvažniji duvački instrument klasičnog arapskog sveta. To je antički instument koji je star koliko i piramide u Egiptu. Svirači neja se mogu uočiti i na zidovima piramida, a neki nejevi su pronađeni i tokom iskopavanja u gradu Urfu u Iraku.
Nej predstavlja flautu napravljenu od trske, koja raste u velikim količinama na obalama kanala za navodnjavanje reke Nila. Najstariji nej datira na period od pre 5000. godina, tehnika njegove izrade se nije mnogo menjala od tada, ova vrsta flaute se i danas koristi u neizmenjenom obliku kod nekih plemena iz Etiopije. Reč Nei (Nai, Nay, Ney) potice iz staropersijskog od reči „ne” što znači flauta. Koristi se za izvođenje turske, arapske i persijske muzike. Poseduje široku paletu tonova od lakog i penušavog zvuka do oštrih prekida, skokova i zvuka koji budi čežnju i setu. Nej se pravi od trske i ima šest rupa (persijski nej). Kod arapskih i turskih nejeva može biti i do sedam rupa. Moderni nejevi mogu biti napravljeni i od metala. Vrsni svirači neja mogu dostići zvuk od tri oktave. U arapskom svetu nej se često naziva i „kasaba” (qassaba).

## Upotreba
Nej je posebnu popularnost dostigao pojavom sufizma i to kroz izvođenje rituala poznatog kao sema (u značenju nebo).
Sema je ritualni ples uz koji se koriste razni instrumenti kao što su violina, naj/nej(trščana svirala), tambura, bendair (veliki okrugli bubanj s jednim licem) i def (mali pravougaoni bubanj prevučen kožom). Uloga ovih instrumenata je da, stvarajući razne zvukove kod učesnika obreda, izazovu jake emocije. Pesnik i filozof koji je proslavio nej kao muzički instrument je bio Mevlana Dželaludin Rumi koji je praktikovao semu. Njegove pristalice 
i učenici(derviši) zvali su se mevlevije i uobičavali se da tokom svog plesa koriste nej. Njihov ples je bio praćen muzikom i recitovanjem stihova iz „Mesnevije” i „Velikog Divana”, remek-dela Mevlane Dželaludina Rumija. Mevlana je izuzetno voleo i cenio muziku. I sam je svirao instrumente kao što su rebab i nej.

## Spoljašnje veze
- Aruena:Bliskoistočni muzički instrumenti
- Ana Stjelja: Pesnici univerzuma: Mevlana Dželaludin Rumi i Junus Emre
- Neyzen Hakan Mengüç: Sufi music of Turkey You Tube